# 尾上 (相撲)
尾上（おのえ）は、日本相撲協会の年寄名跡のひとつ。
かつては木村家・式守家以外の姓を名乗る行司家が存在し、その中には「尾上家」も含まれていた。また、初代から3代目までと7代目の引退時の姓が「尾上」姓で、6代目から8代目が木村庄之助部屋の所属だったことから、元々は行司由来の姓であったと考えられる。
一時期、「おのうえ」と呼ばれていたが、17代が襲名した際、元来の読みである「おのえ」に戻している。

## 尾上の代々
- 代目の太字は、部屋持ち親方。

| 代目 | 引退時四股名   | 最高位 | 現役時の所属部屋       | 襲名期間                      | 備考              |
| ---- | -------------- | ------ | ---------------------- | ----------------------------- | ----------------- |
| 初代 | 尾上六郎左エ門 | ---    | ---                    |                               |                   |
| 2代  | 尾上只右エ門   | ---    | ---                    |                               |                   |
| 3代  | 尾上甚五郎     | ---    | ---                    |                               |                   |
| 4代  | 高砂浦右エ門   | 前3    | 追手風-玉垣-追手風部屋 | 1844年10月-1846年頃?（死去）  |                   |
| 5代  | 霞ヶ浦清吉     | ---    | ---                    |                               |                   |
| 6代  | 明石潟浪五郎   | 前1    | 木村庄之助             | 1864年5月-1870年頃（廃業）    |                   |
| 7代  | 尾上唯右エ門   | 前6    | 木村庄之助             |                               |                   |
| 8代  | 千勝森金之介   | 十2    | 木村庄之助             |                               |                   |
| 9代  | 野州山徳之丞   | 十4    | 高砂部屋               | 1896年1月-1919年1月（死去）   |                   |
| 10代 | 野州山義郎     | 十6    | 尾上部屋               | 1919年5月-1955年7月（死去）   | 二枚鑑札          |
| 11代 | 森ノ里信義     | 十10   | 高砂部屋               | 1957年3月-1962年3月（廃業）   |                   |
| 12代 | 若前田英一朗   | 関脇   | 高砂部屋               | 1964年1月-9月（廃業）         |                   |
| 13代 | 松前山武士     | 前9    | 出羽海部屋-九重部屋    | 1967年11月-1968年11月（廃業） | 借株              |
| 14代 | 富士錦猛光     | 小結   | 高砂部屋               | 1971年9月-1988年10月          | 6代高砂に名跡変更 |
| 15代 | 飛騨乃花成栄   | 前1    | 二子山部屋             | 1989年2月-1994年3月（廃業）   | 借株              |
| 16代 | 大乃花武虎     | 前13   | 大鵬部屋               | 1994年3月-2001年4月（退職）   | 借株              |
| 17代 | 濱ノ嶋啓志     | 小結   | 三保ヶ関部屋           | 2004年5月-                    |                   |